# Barbuñales
Barbuñales è un comune spagnolo di 114 abitanti situato nella comunità autonoma dell'Aragona.
Fa parte della comarca del Somontano de Barbastro.